# Collins
Collins je priimek več oseb:
- Alan Collins, umetniško ime italijanskega karakterenega igralca Luciana Pigozzija
- Anthony Collins (1676–1729), angleški filozof
- Arthur Francis St Clair Collins (1892–1980), britanski general
- Bud Collins (1929–2016), ameriški športni novinar in teniški komentator
- Clifton Collins mlajši (* 1970), ameriški igralec
- Clive Collins (1942–2022), britanski risar, stripovski avtor in oblikovalec
- Danielle Collins (* 1993), ameriška teniška igralka
- Dudley Stuart Collins (1881–1959), britanski general
- Eileen Collins (* 1956), ameriška astronavtka in polkovnica ameriških letalskih sil
- Jessica Collins (* 1971), ameriška igralka
- Joan Collins (* 1933), angleško-ameriška igralka
- Joely Collins (* 1972), kanadska igralka
- John Collins (* 1997), ameriški košarkar
- Joseph Lawton Collins (1896–1987), ameriški general
- Judith Collins (* 1959), novozelandska političarka
- Kim Collins, atlet s Sv. Krištofa in Nevisa
- Lily Collins (* 1989), britansko-ameriška igralka
- Michael Collins (1890–1922), irski revolucionar, general in politik
- Michael Collins (1930–2021), ameriški preizkusni pilot, astronavt in general
- Misha (Dmitri) Collins (*1974), ameriški igralec
- Pauline Collins (* 1940), britanska igralka
- Peter Collins (1931–1958), britanski dirkač Formule 1
- Phil Collins (* 1951), britanski bobnar, pevec, komponist, multiinštrumentalist, glasbeni producent in tektopisec
- Randall Collins (* 1941), ameriški sociolog
- Robert John Collins (1880–1950) britanski general
- Stephen Collins (* 1947), ameriški igralec
- Susan Collins (* 1952), ameriška političarka, republikanska senatorka (Maine)
- Thomas Christopher Collins (* 1947), kanadski nadškof in kardinal
- William Collins (1789–1853), škotski založnik (zdaj anglo-ameriška založba HarperCollins Publishers LLC)
- William Wilkie Collins (1824–1889), angleški pisatelj (romanopisec in dramatik)
- glej tudi ime Collins in priimke Collin, Colling itd.